# Otto Hövels
Otto Hövels (* 26. März 1921 in Mülheim an der Ruhr; † 30. September 2014 in Frankfurt am Main) war ein deutscher Pädiater. 

## Leben
Hövels kam aus bescheidenen Verhältnissen. Er studierte ab 1939 an der Universität Göttingen Medizin. 1945 erhielt er dort im April die Notapprobation und erlangte regulär die Promotion. 1948 ging er als Assistenzarzt an die Universitätskinderklinik in Frankfurt am Main. Dort habilitierte er sich 1953 mit dem Thema Die Systematik und Pathogenese der Mißbildungen des ersten Visceralbogens. Im Oktober 1956 wechselte Hövels an die Universitätskinderklinik Erlangen, wo er 1959 außerordentlicher Professor wurde. Vom 1. Februar 1963 bis zum 30. September 1965 wirkte er als Chefarzt an der Kinderklinik der Stadt Nürnberg. Im Februar 1965 erhielt er den Ruf nach Frankfurt und wurde zunächst kommissarischer Leiter und zum 1. Oktober 1965 Direktor der Kinderklinik (sein Vorgänger war Bernhard de Rudder) und Ordentlicher Professor für den Lehrstuhl für Kinderheilkunde an der Medizinischen Fakultät der Johann Wolfgang Goethe-Universität Frankfurt am Main. Von Februar 1971 bis zum September 1975 war er Dekan der Medizinischen Fakultät bzw. des Fachbereichs Humanmedizin. In seine Amtszeit fiel die organisatorische Umstrukturierung der Universitätsmedizin in Frankfurt auf der Grundlage des hessischen Hochschulgesetzes und des hessischen Universitätsgesetzes vom 12. Mai 1970. In der Zeit der Studentenunruhen war er ein politischer Dekan. Bis zu seiner Emeritierung am 30. September 1985 war er geschäftsführender Direktor des Zentrums für Kinderheilkunde. Er war ehrenamtlicher Vorsitzender der Kinderhilfestiftung Frankfurt am Main.
Hövels forschte zur Rachitisdiagnostik und -prophylaxe, zur Pathogenese von Fehlbildungen (im Rahmen des Contergan-Prozesses erstellte er ein entscheidendes Gutachten zugunsten der Geschädigten), zu stoffwechselchemischen Prozessen bei Frühgeborenen und Säuglingen und zu Adipositas bei Kindern.
Als Hochschulpolitiker erhielt Hövels 1986 das Bundesverdienstkreuz 1. Klasse.